# Anumeta palpangularis
Anumeta palpangularis là một loài bướm đêm trong họ Erebidae.